# 象山村 (新墨西哥州鬼鎮)
象山村（英語：Elephant Butte）是位於美國新墨西哥州謝拉縣的鬼鎮。

## 歷史
象山村的郵局於1910年設立，其後於1920年停運。

## 地理
象山村所處的海拔為高於海平面1361米（即4465英呎），而該地所採用的時區為UTC-7，即北美山地时区（MST）。同時該地設有夏令時間，為UTC-7調快一小時，即UTC-6（MDT）。